# 지방도 제914호선

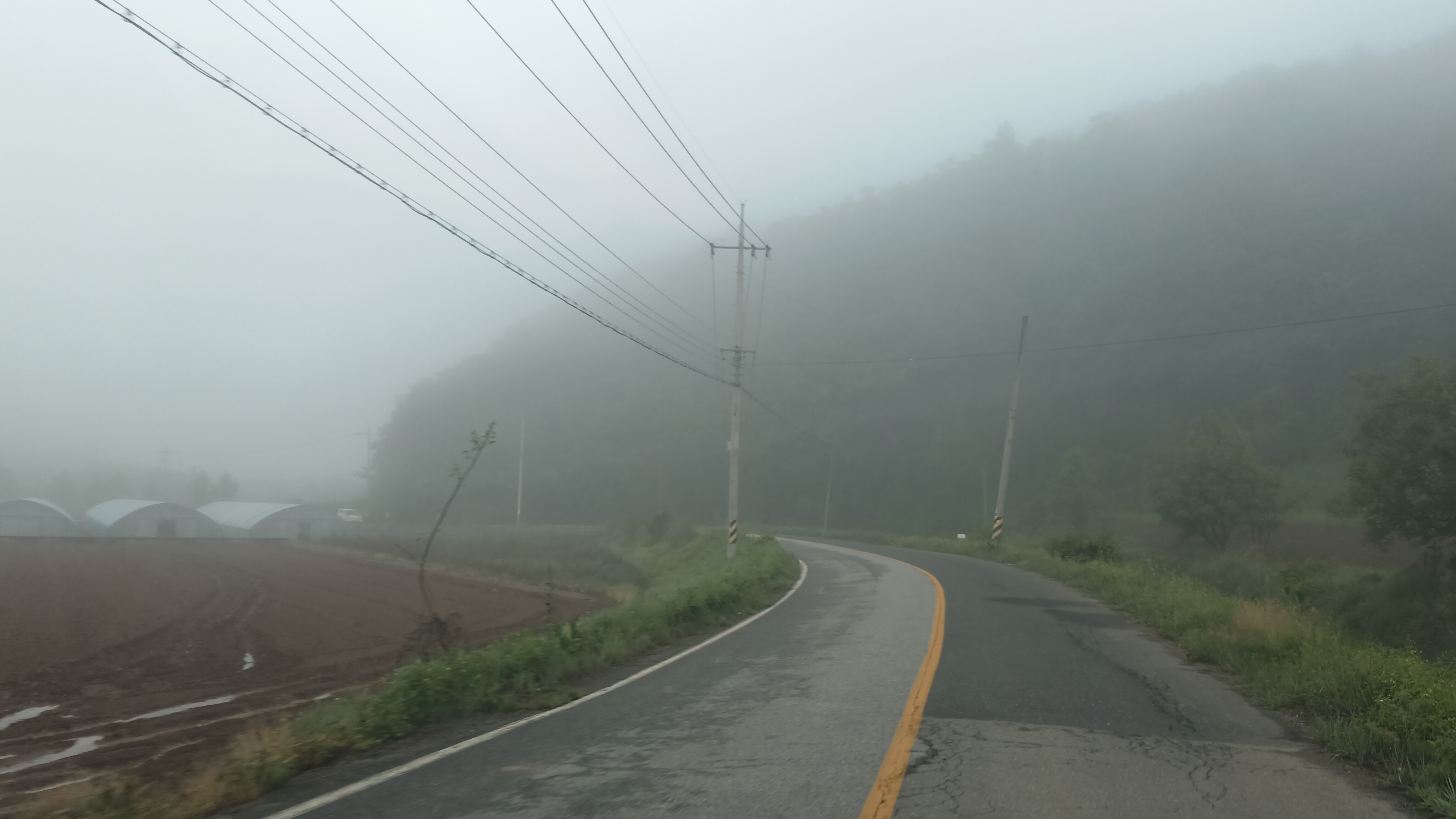
안동시 풍천면 어담리의 지방도 제914호선과 한국의 안개

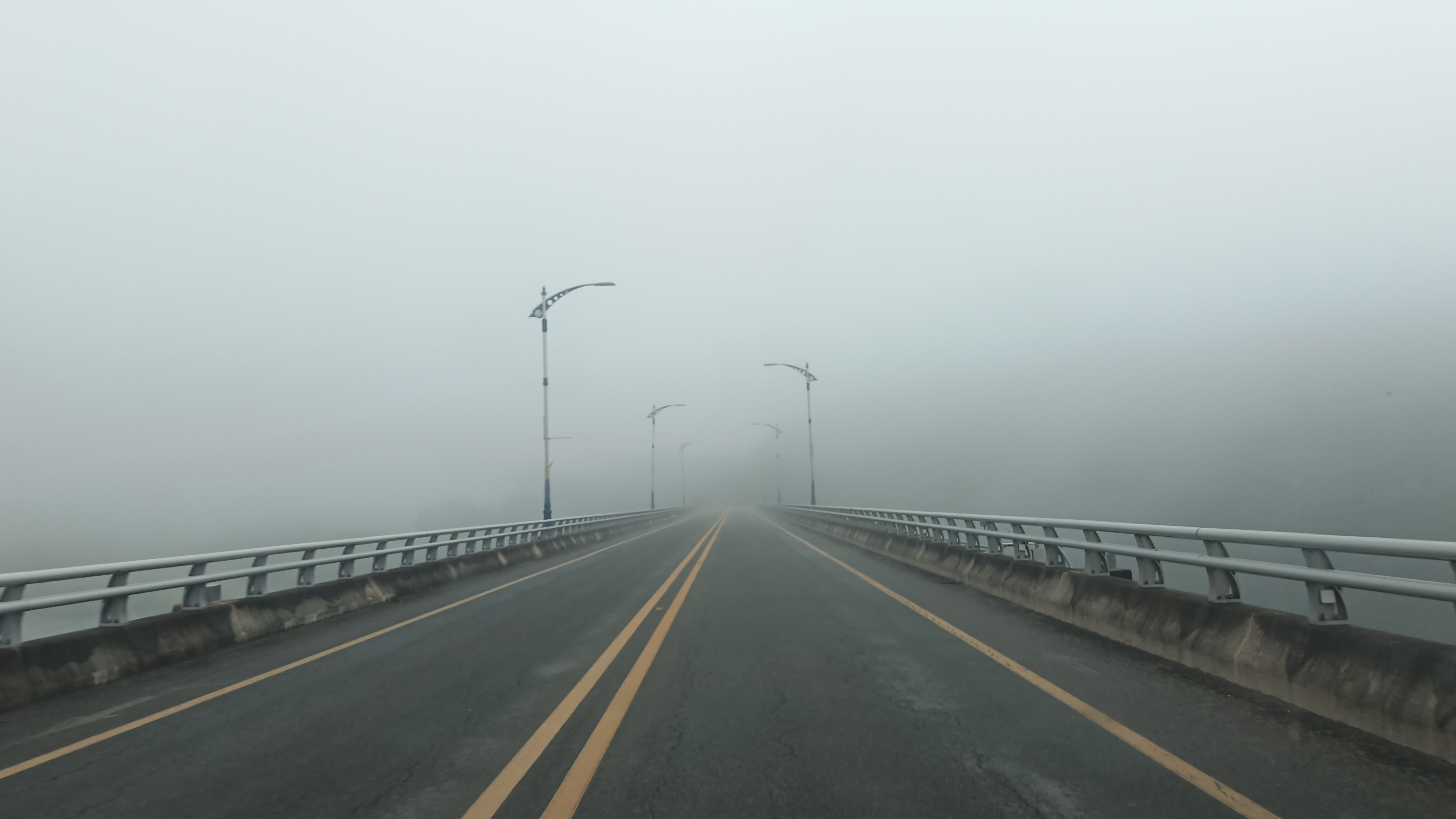
안동시 풍천면 광덕리 광천교의 지방도 제914호선

지방도 제914호선은 경상북도 안동시 풍산읍 괴정리 도청신도시 나들목과 영덕군 영덕읍 덕곡 교차로를 잇는 경상북도의 지방도이다.
남안동 나들목을 통해 중앙고속도로에 진입할 수 있다. 또한 주왕산을 가려면 이 지방도를 이용해야 하기 때문에 등산객이 이 도로를 많이 이용한다. 그래서 이 지방도가 주왕산 근처를 지날 때 도로명은 "주왕산로"로 명명되어 있다.
경상북도청이 안동, 예천으로 이전함에 따라 신도시 개발계획에 맞춰 914번 지방도를 기존의 도양리에서 풍천면 갈전리, 하회리, 가곡리 및 풍산읍 오미리, 괴정리로 연장하는 공사가 진행 중에 있다. 이 도로는 2015년 10월 16일에 개통했다.

## 연혁
- 2003년 2월 20일: 기점을 의성군 의성읍 후죽리에서 안동시 풍천면 도장리로, 종점을 영덕군 달산면 대지리에서 강구면 삼사리로 52.6km 구간 연장. 이에 따라 '의성 ~ 달산선'에서 '풍천 ~ 강구선'이 됨.[3]
- 2008년 3월 31일: 광덕교(안동시 풍천면 광덕리) 1.837km 구간 재가설 개통, 기존 2.013km 구간 폐지[4]
- 2012년 2월 23일: 운산 ~ 조탑간 도로(안동시 일직면 운산리 ~ 조탑리) 3.08km 구간 개통[5]
- 2012년 8월 6일: 도청신도신 진입도로 개설에 따라 기점을 안동시 풍천면 도양리에서 풍산읍 괴정리로 6.69km 연장. 이에 따라 '풍천 ~ 강구선'에서 '풍산 ~ 강구선'이 됨.[6]
- 2015년 10월 16일: 경북도청 신도시 안동방면 진입도로(안동시 풍산읍 괴정리 ~ 풍천면 하회리) 5.09km 구간 개통[7]
- 2017년 12월 7일: 한티재(의성군 의성읍 중리리 ~ 점곡면 명고리) 880m 구간 개통, 기존 1.3km 구간 폐지[8]
- 2018년 6월 4일: 중리도로(의성군 의성읍 중리리) 1.4km 구간 개량 개통, 기존 1.0km 구간 폐지[9]
- 2018년 11월 15일: 노선 변경으로 총 연장이 158.0km에서 145.2km로 단축.[10]
- 2021년 12월 6일: 종점을 영덕군 강구면 오포리에서 영덕읍 우곡리로 변경. 이에 따라 노선명을 '풍천 ~ 강구선'에서 '풍천 ~ 영덕선'으로 변경 및 총 연장을 158.39km에서 151.9km로 변경함.[11][12]

## 주요 경유지
- 안동시
  - 풍산읍 도청신도시 나들목(도청교) - 괴정교 - 오미리
  - 풍천면 갈전리 - 신도시 교차로 - 가곡리 - 하회 교차로 - 하회삼거리 - 도양삼거리 - 광덕교 - 광덕1사거리 - 광덕삼거리 - 광덕리 - 삽재고개 - 금계리 - 신기교 - 어담리 - 어담2교 - 어담1교 - 탑블리스CC
  - 일직면 국곡리 - 떼제베이스트CC - 남안동 나들목 - 조탑 교차로 - 조탑교 - 송리 교차로 - 일직삼거리 - 운산 교차로 - 일직교 - 일직중학교 - 망호 교차로 - 광연리

- 의성군
  - 단촌면 세촌리 - 세촌2 교차로 - 세촌과선교 - 세곡1 교차로 - 세촌교 - 세촌 교차로 - 안세교 - 세촌삼거리 - 단촌역 - 북의성 나들목 - 제1단촌교 - 단촌교 - 방하리 - 재랫재
  - 의성읍 재랫재 - 업리 - 우두교 - 철파교 - 철파사거리 - 원당삼거리 - 의성교 - 북원사거리 - 중리삼거리 - 중리교 - 중리리 - 한티재
  - 점곡면 한티재 - 구암리 - 윤암리 - 소계당 - 윤암삼거리 - 옥산교 - 옥산삼거리
  - 옥산면 옥산교 - 옥산삼거리 - 신계리 - 성황고개

- 안동시
  - 길안면 성황고개 - 현하리 - 현하교 - 현곡교 - 신기교 - 삽실교 - 길안사거리 - 길안시외버스터미널 - 길안면 행정복지센터 - 천지교 - 천지리 - 구수교 - 구수리 - 배방리

- 청송군
  - 파천면 지경리 - 덕천리 - 덕천교 - 덕천사거리
  - 청송읍 덕리 - 청송 교차로 - 청송군 보건의료원 - 청송문화원 - 금곡리 - 금곡육교 - 청운삼거리 - 청운리 - 청운교 - 청송농업기술센터 - 청송민속박물관 - 송생삼거리 - 송생리 - 고평교
  - 주왕산면 고평삼거리 - 청송문화관광재단 - 하의교 - 하의리 - 주왕교 - 주왕산삼거리 - 부일리 - 부일2교 - 이전삼거리 - 이전사거리 - 이전교 - 이전리 - 피나무재 - 설티삼거리 - 내룡리 - 봉산재

- 영덕군
  - 달산면 봉산재 - 봉산교 - 봉산리 - 덕산교 - 덕산리 - 하덕교 - 용전리 - 구 용전교 - 상오교 - 인곡리 - 인곡교 - 대지삼거리 - 대지리 - 달산보건지소 - 달산면사무소 - 용평리 - 흥기교 - 흥기리
  - 강구면 화전리 - 삼사삼거리 - 오포리 - 강구버스터미널 - 강구 교차로 - 강구대교 - 영덕강구우체국 - 강구리 - 영덕해파랑공원 - 금진리 - 금진삼거리 - 하저삼거리 - 영창교
  - 영덕읍 덕곡 교차로

## 중복 구간
- 안동시 풍천면 가곡리 ~ 도양삼거리: 지방도 제916호선과 중복
- 안동시 일직면 운산 교차로 ~ 의성군 의성읍 원당삼거리: 국도 제5호선과 중복
- 의성군 점곡면 윤암삼거리 ~ 옥산면 옥산삼거리: 국가지원지방도 제79호선과 중복
- 청송군 청송읍 금곡육교 ~ 청운삼거리: 국도 제31호선과 중복
- 영덕군 달산면 대지삼거리 ~ 흥기교 동단: 국가지원지방도 제69호선과 중복
- 영덕군 강구면 삼사삼거리 ~ 강구 교차로 : 국도 제7호선과 중복
- 영덕군 강구면 삼사삼거리 ~ 하저삼거리 : 국가지원지방도 제20호선과 중복

## 도로명
- 안동시 풍산읍 도청신도시 나들목(도청교) ~ 풍천면 신도시 교차로: 도청대로
- 안동시 풍천면 신도시 교차로 ~ 하회 교차로: 가곡로
- 안동시 풍천면 하회 교차로 ~ 도양삼거리: 지풍로
- 안동시 풍천면 도양삼거리 ~ 일직면 운산 교차로: 풍일로
- 안동시 일직면 운산 교차로 ~ 의성군 의성읍 원당삼거리: 경북대로
- 의성군 의성읍 원당삼거리 ~ 중리삼거리: 홍술로
- 의성군 의성읍 중리삼거리 ~ 안동시 길안면 길안사거리: 의성길안로
- 안동시 길안면 길안사거리 ~ 길안면행정복지센터: 천지길
- 안동시 길안면 길안면행정복지센터 ~ 청송군 청송읍 월막교 남단: 길안청송로
- 청송군 청송읍 월막교 남단 ~ 청송문화원: 현충로
- 청송군 청송읍 청송문화원 ~ 금곡육교: 금월로
- 청송군 청송읍 금곡육교 ~ 청운삼거리: 청송로
- 청송군 청송읍 청운삼거리 ~ 영덕군 달산면 대지삼거리: 주왕산로
- 영덕군 달산면 대지삼거리 ~ 흥기교 동단: 팔각산로
- 영덕군 달산면 흥기교 동단 ~ 강구면 삼사삼거리 : 강산로
- 영덕군 강구면 삼사삼거리 ~ 강구 교차로 : 동해대로
- 영덕군 강구면 강구 교차로 ~ 하저삼거리 : 영덕대게로
- 영덕군 강구면 하저삼거리 ~ 영덕읍 덕곡 교차로: 하저길